# Erwin Musper
Erwin Musper (Den Haag, 11 december 1948) is een Nederlands muzikant (toetsenist en zanger) en producent.
Van 1977 tot 1981 speelde Musper keyboard in de Nederlands-Limburgse popgroep Partner.
In 1993 verhuisde hij naar de Verenigde Staten. Van 1994 tot 2015 schreef hij maandelijks een bijdrage voor het Nederlandse blad Musicmaker.
In 2005 bouwde hij in zijn huis in Highland Heights (in Kentucky, ten zuiden van Cincinnati) een muziekstudio, genaamd The Bamboo Room.
Als producent werkte hij onder meer voor Toontje Lager, Herman Brood, Zinatra, Def Leppard, Bon Jovi, The Scorpions, Van Halen, David Lee Roth en Anouk.
In 2014 stopte Musper met werken en verhuisde hij naar Ecuador.